# Zwartzustersstraat
De Zwartzustersstraat is een straat in het centrum van de Belgische stad Antwerpen. De straat verbindt de Veemarkt met de Lange Koepoortstraat. De straat is genoemd naar de Zwartzusters, die er sinds 1345 een klooster hadden. Oorspronkelijk werd de straat Jacopijnstraat of Predikherenstrate genoemd. In de 16de eeuw werd dit gewijzigd in de huidige benaming.
In de straat vond in 2006 een schietpartij plaats waarbij Hans Van Themsche twee voorbijgangers doodschoot. In juni 2006 was er een reconstructie van deze gebeurtenis.